# Skinshape
William Dorey (n. 20 de junio de 1991, Swanage, Reino Unido) más conocido como Skinshape, es un cantante, multiinstrumentista y DJ británico afincado en Londres. Su música tiene sonidos del funk, el indie, el soul, el reggae, el rock psicodélico, el afrobeat y el folk.
Además del proyecto Skinshape, Dorey fue bajista de la banda Palace entre 2012 a 2017. Cuenta con su propio sello discográfico, llamado Horus Records, el cual reedita temas de reggae de Jamaica de los años 60s-80s.

## Bio y carrera
Dorey se inició en la música cuando era un adolescente, creando temas instrumentales de hip hop a partir de experimentar con samples en grabadoras de carrete. Recibió influencias de Pink Floyd, de la música psicodélica de los 60, así como de los sonidos africanos de Fela Kuti o Orchestra Baobab.

### Skinshape (2014)
A partir de 2010, Dorey daría sus primeros conciertos, que fueron sets de DJ. Comenzó a trabajar en lo que sería el primer álbum de Skinshape en 2013. Este álbum homónimo fue lanzado bajo el sello Melting Records en octubre de 2014. Dorey escribe la música y letra, y toca la mayoría de los instrumentos él mismo, incluyendo la mayor parte de las voces. Colabora con otros músicos para instrumentos y voces adicionales. Graba a artistas que tocan equipos analógicos tanto como sea posible. Graba su música principalmente en The Arch Studio, en el norte de Londres, pero también en su set casero, donde crea y mezcla pistas.

### Oracolo (2015) y Life and Love (2017)
Skinshape lanzó su segundo álbum Oracolo en 2015. La carátula de Oracolo ('oráculo' en italiano) fue diseñada por el artista neoyorquino Jared Buschang. El álbum fue remasterizado en 2020.
Un tercer álbum Life and Love fue lanzado en 2017. Dorey fue el bajista de la banda Palace desde 2012 hasta octubre de 2017. Una de las razones por las que Dorey renunció era que no le gustaba actuar en vivo; prefería conservar el anonimato, por lo que no actúa en vivo como Skinshape, ni tampoco hace autopromoción.

### Filoxiny (2018)
Su cuarto álbum, Filoxiny, fue el lanzamiento debut de Skinshape en Lewis Recordings en 2018. Filoxiny es una corrupción de la palabra griega φῐλοξενῐ́ᾱ philoxenia, literalmente «amor por los extraños», y según Dorey, es hace referencia a una forma de «hospitalidad evolucionada». Cuerdas y cuernos aparecen asiduamente a lo largo del álbum, que Dorey califica como «la banda sonora de una película imaginaria». Thomas H. Green, crítico musical habitual de The Telegraph y Mixmag, escribiendo para The Arts Desk, describió las canciones de Filoxiny que incluyen voces de Pink Floyd como «centelleantes, jazz helado downtempo». Filoxiny fue incluido en «354 álbumes para dejar volar tu mente» de Q Magazine.

### Umoja y Arrogance is the Death of Men (2020)
Un quinto álbum Umoja ('unidad' en suajili) fue lanzado en Lewis Recordings en 2020 y recibió críticas generalmente positivas, con elogios especiales por su adopción de los ritmos africanos. Presenta voces en cinco idiomas diferentes.
El sexto álbum de Dorey, Arrogance is the Death of Men, lanzado en noviembre de 2020, aunque originalmente se había dicho que se lanzaría el 4 de diciembre de ese mismo año. Según los informes, escribió una parte significativa de un sexto álbum mientras estaba encerrado debido a la pandemia de COVID-19.
El sencillo I Didn't Know aparece en la banda sonora de la película de Netflix All the Bright Places lanzada el 28 de febrero de 2020. El sencillo Summer aparece en la serie de Netflix de 2020 Outer Banks (ep. 3). La canción Heartache aparece en la banda sonora de la película Who Needs Enemies.

## Discografía

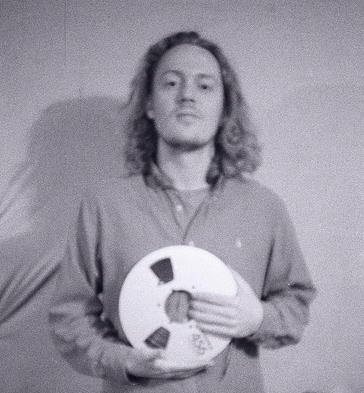

### Álbumes
- Skinshape LP (2014), Melting Records
- Oracolo (2015), Beatnik Creative
- Life & Love (2017), Dloaw & Co.
- Filoxiny (2018), Lewis Recordings
- Arrogance is the Dead of Men (2020), Lewis Recordings
- Umoja (2020), Lewis Recordings
- Nostalgia (2022), Lewis Recordings

### Sencillos y EPs
- Mandala (2015)
- Summer (2016), Beatnik Creative
- I Didn't Know (2019), Gemini (46)
- Soul Groove (2021), Lewis Recordings

Discografía de Skinshape en Discogs